# Luigi Busatti

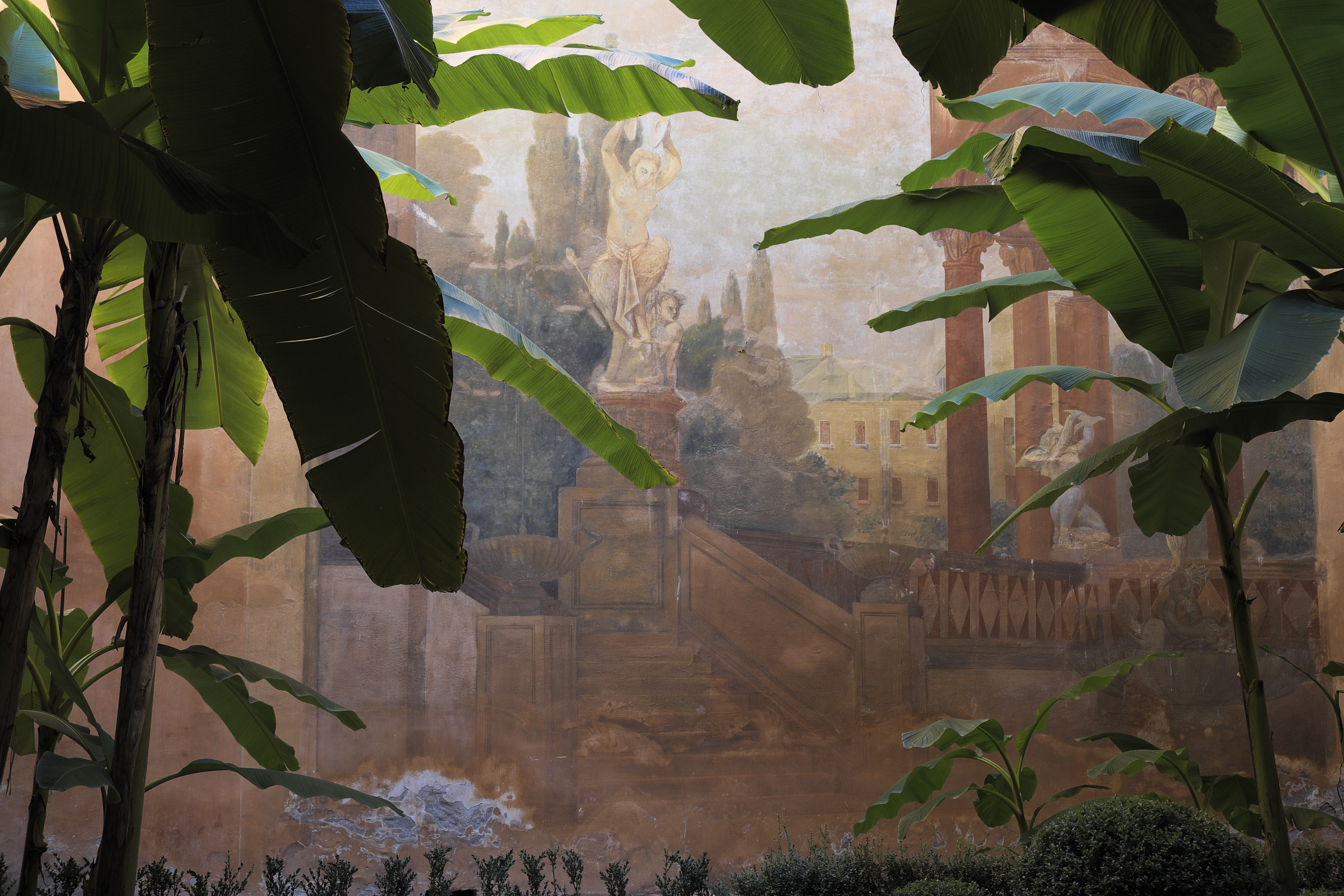
Dettaglio dell'affresco nel cortile interno di Palazzo Sanguinetti, opera di Busatti

Luigi Busatti (Bologna, 1763 – Bologna, 30 giugno 1821) è stato un pittore e scenografo italiano, noto ornatista e paesista neoclassico attivo a Bologna.

## Biografia

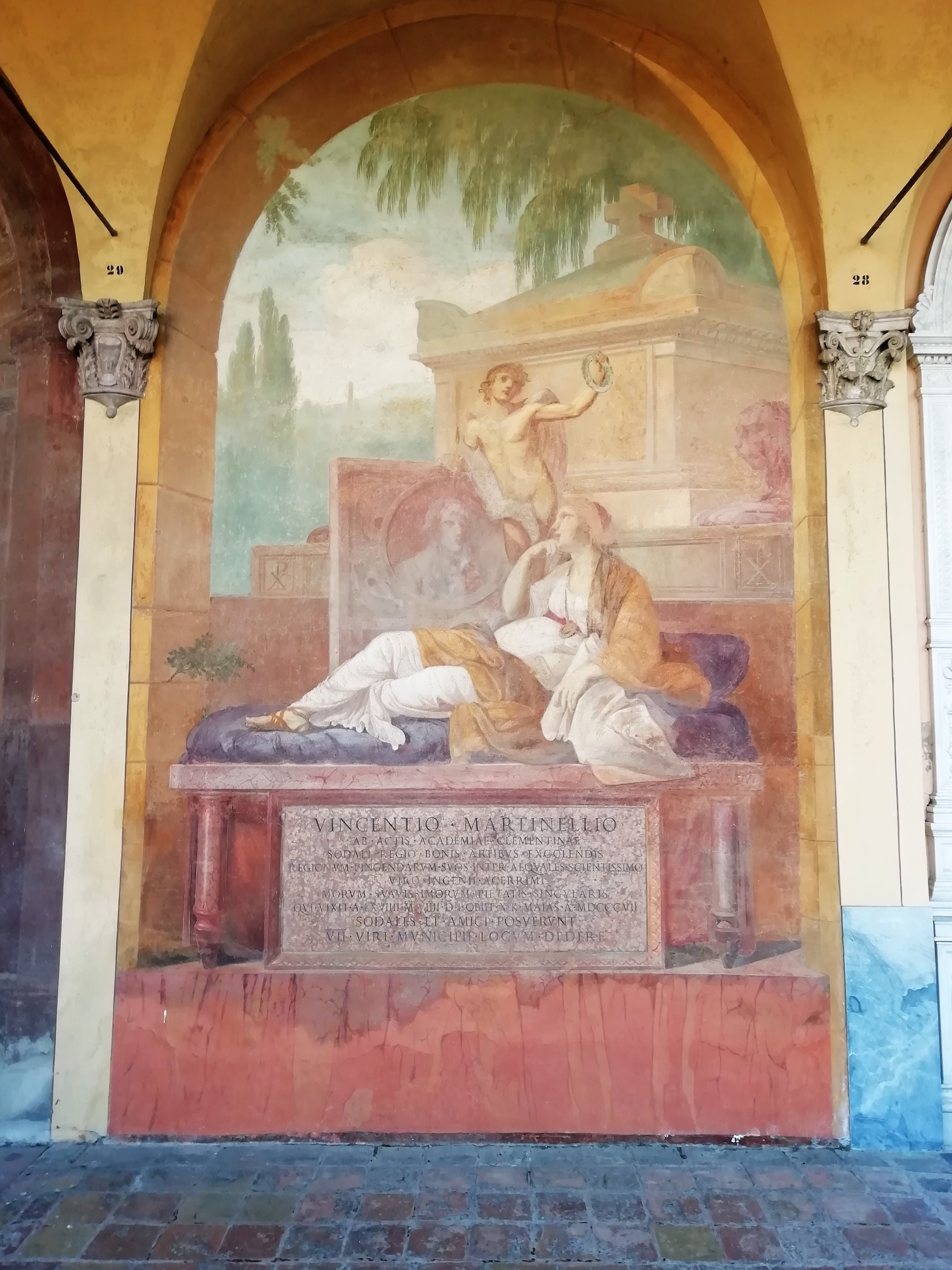
Paesaggio del Monumento Martinelli opera di Busatti

Nato a Bologna nel 1763, Luigi Busatti si formò artisticamente sotto la guida di Vincenzo Martinelli.
Come paesista dipinse diverse opere a Palazzo Sanguinetti, Casa Conti e a Palazzo Hercolani dove nel 1802-03 collaborò con Serafino Barozzi e Giovanni Battista Frulli lavorando alla Sala dei Poeti. Nel Cimitero monumentale della Certosa di Bologna si occupò della decorazione del Monumento Martinelli (1807) assieme a Pietro Fancelli e del disegno e delle quadrature del monumento a Rosalia Velluti Zati (1812) di cui Giuseppe Guizzardi eseguì le figure; del monumento, andato perduto, si conservano alcune raffigurazioni a stampa.
Nel 1803 fu insegnante di pittura all'Accademia Pontificia di belle arti di Bologna.
Progettò diverse scenografie per il Teatro comunale, il Teatro del Corso appena costruito, il Teatro Zagnoni e il Teatro Contavalli a Bologna, mentre a Firenze lavorò per il Teatro della Pergola.
Morì il 30 giugno 1821. È sepolto in Certosa, al pozzetto 39 del Chiostro V.